# Zeitschrift für Bankrecht und Bankwirtschaft
Die Zeitschrift für Bankrecht und Bankwirtschaft (ZBB) ist eine interdisziplinäre Fachzeitschrift, die sich mit Themen des Bank- und Kapitalmarktrechts sowie der Bankbetriebswirtschaft befasst.
Die Zeitschrift wurde 1989 von Johannes Köndgen und Hartmut Schmidt gegründet. Seit 2011 trägt die ZBB den Untertitel Journal for Banking Law and Banking (JBB). Die ZBB erscheint in einem Rhythmus von zwei Monaten im RWS Verlag Köln.

## Herausgeber
Die ZBB wird derzeit von sechs Professoren der Rechts- bzw. Wirtschaftswissenschaften als Editoren herausgegeben:
- Johannes Köndgen, Universität Bonn;[5]
- Matthias Casper, Universität Münster;
- Lars Klöhn, Humboldt-Universität Berlin;
- Jens-Hinrich Binder, Universität Tübingen
- Thomas Hartmann-Wendels, Universität Köln
- Mark Wahrenburg, Universität Frankfurt.

Von 1989 bis 2013 waren Hartmut Schmidt, Universität Hamburg, von 2000 bis 2009 Christoph Kaserer, TU München, von 2006 bis 2011 Rolf Sethe, Universität Zürich und von 2008 bis 2016 Eric Nowak, Universität Lugano Mitherausgeber. Beiträge in der ZBB werden nur nach einem anonymisierten Peer-Review-Verfahren gedruckt.